# 横尾要
横尾 要（よこお かなめ、1972年7月24日 - ）は、日本東京都出身のプロゴルファーである。東京学館浦安高校卒業。日本大学卒業。身長176cm、体重75kg。血液型A型。日本ゴルフツアー通算5勝。マネジメント事務所はぐあんばーる。また、EH株式会社とも所属契約を結んでいる。

## 人物
10歳からゴルフを始める。アマチュア時代には1993年の「日本学生ゴルフ選手権」優勝や、1994年の広島アジア大会で個人・団体2冠獲得などがある。1995年のプロゴルファーテストで、日本大学ゴルフ部の同期選手である片山晋呉、宮本勝昌と一緒に合格した。直ちに「ブリヂストンオープンゴルフトーナメント」で5位入賞のデビューを飾る。1998年の「アコムインターナショナル」でツアー初優勝。1999年の「東海クラシック」ではビジェイ・シンを1打差で振り切ってツアー2勝目を挙げる。この年には全米オープンゴルフにも出場し、初日5位のスタートを切ったことから（最終順位は57位）世界挑戦への意欲を高めた。2000年の日本プロゴルフマッチプレー選手権で、決勝戦で谷口徹を破り初優勝。この優勝で横尾は日本ゴルフツアーの5年シード権を獲得する。同年末にアメリカPGAツアーの「クオリファイイング・スクール」（通称 Q-School, シード権獲得への出場資格試験）に合格し、アメリカツアーのフル参戦権を獲得した。
2001年12月15日にタレントのかとうれいこと結婚。2002年1月27日、アメリカツアーの「フェニックス・オープン」で2位入賞。優勝したクリス・ディマルコ（アメリカ）に1打及ばなかったが（ディマルコの優勝スコア：17 アンダーパー/-17, 267ストローク、横尾のスコア：16 アンダーパー/-16, 268ストローク）この大会で横尾はアメリカツアーでの自己最高成績を出した。しかし、その後は予選落ちが続き、2002年度の賞金ランキングは「130位」で終わり、シード権を維持するための「125位」以内に入れなかった。年末に日本の試合へ戻り、「ダンロップ・フェニックス選手権」で初優勝。タイガー・ウッズの初出場で盛り上がった大会で、日本ツアー4勝目を挙げた。
2003年度のアメリカ・クオリファイイング・スクールでは第2次予選で敗退。そのため、2004年度からは日本へ帰国した。2005年のダンロップ・フェニックス選手権で大会前年優勝者タイガー・ウッズとプレーオフを戦ったが、4ホール目で敗れて3年ぶり2度目の優勝を逃した。2006年5月28日、「三菱ダイヤモンドカップゴルフ」で4年ぶりの日本ツアー優勝を果たし、通算5勝目を挙げた。
2013年のフジサンケイクラシックでは最終日、２位タイの最終組でスタートしたが６位タイに終わった。その日、最終組（横尾、松山英樹、S・J・パク）が9番ティに向かう際、タイムスケジュールから11分超過していたため競技委員からプレー時間の遅延を注意された。ホールアウト後、横尾は記者に対して「注意を受けてからイライラしてキレそうになった」と語り、大会競技委員と同組２人について疑問を投げかけ話題となった。
2017年のザ・レジェンド・チャリティプロアマトーナメントでは今平周吾をプレーオフで破り、優勝を飾った。